# 伊豆原麻谷

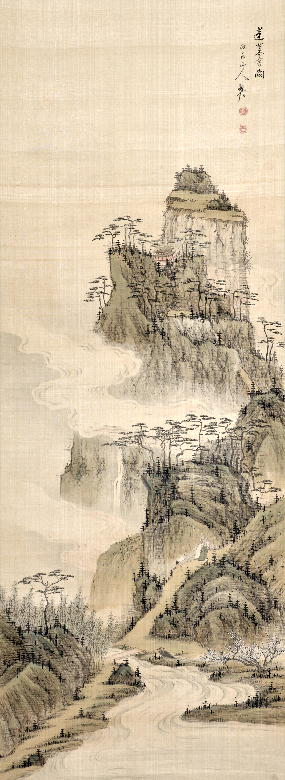
伊豆原麻谷「蓬莱宮闕図」

伊豆原 麻谷（いずはら まこく、安永7年5月5日（1778年5月30日） - 万延元年6月6日（1860年7月23日））は、江戸時代後期、三河国加茂郡莇生村（現在の愛知県みよし市）出身の文人画家。名は迂、字は大迂・参賛、通称は橘造。麻谷は号。麻谷が晩年に使用した「原迂参瓚」印の「瓚」字は元王朝末期の画家・倪瓚の名にちなんだもので、別号の「雲林山人」も、倪瓚の号からとったものである。中京の「歳寒三友」の一人とされ（略歴を参照）、江馬細香・貫名海屋をはじめとする笑社の社友でもある。

## 略歴
安永7年（1778年）5月5日、三河国加茂郡莇生村西山（現在の愛知県みよし市）の大工職・伊豆原喜六の三男として生まれる。
天明元年（1787年）、10歳のとき、名古屋禅寺町某寺へ入って徒弟となり、読経の合間に画を描くことを楽しみとしていた。麻谷を得度した師僧が、「わしよりも画が上手に描けたら、描くことを禁じない」と言って四君子を描いた。この和尚も画心のある人だったが、麻谷の描いた画はそれを上回るものであったという。麻谷はその後も絵を描き続け、16歳になると還俗して京都へ上った。
寛政9年（1797年）、20歳のとき、長崎へ游学して方西園・費晴湖に師事し、9年間におよぶ古画臨摸の末、清人直伝の画技を修得する。
文化4年（1807年）、30歳のときに京都へ戻り、中林竹洞・山本梅逸と「歳寒三友」の契りを交わしたと伝えられる。俗説ではそのために麻谷が一時期「松谷」と号を改めたという。しかしながら、麻谷の画は純然たる中国の古画にもとづく画法で描かれており、南宗画論にいう「気韻」を重んじて「形似」を重んじない画風であったので、竹洞や梅逸のようにもて囃されることもなかった。しかしながら、鉄翁祖門の門人・倉野煌園が輯録した『鉄翁禅師画談』に紹介されるように、少なくとも当時南宗画のメッカであった崎陽において、非常に評価された文人画家であったことを忘れてはならない。
文政3年（1820年）、43歳のときに京都を去って大阪に出て、その後は各地を放浪した後、文政10年（1827年）、50歳のときに名古屋に帰り、田部井竹香はこのときに「麻谷」へ復号したと述べている。
天保7年（1836年）、59歳のとき、京都東福寺にて浦上春琴・山本梅逸とともに「通天橋図」を描いており、嘉永6年（1853年）の秋、再度「通天橋図」（文人画研究会蔵）を製作している。
弘化元年（1844年）、67歳のときに江戸の書肆雁金屋で目にした「蘭亭図模巻摺帖」が強く印象に残り、その後一年間のイメージトレーニングを経て、ついに「蘭亭図」を製作。嘉永4年（1851年）、74歳のとき、長崎を訪れて「長崎真景図」（個人蔵）を画き、嘉永7年（1854年）、77歳のとき、莇生村へ戻る。
万延元年（1860年）6月6日、83歳にて没。現在の名古屋市中区にある正福寺に葬られた。その門人に牧野練石・林稼亭らがいる。

## 代表作
- 「白鷗社集会図」（佚）
- 「西園雅集図」〔72歳作〕（愛知県陶磁美術館蔵）[11]
- 「蘭亭図」〔72歳作〕（文人画研究会蔵）[12]
- 「酔翁亭図」〔75歳作〕（みよし市立歴史民俗資料館蔵）[13]

## 脚註
1. ↑  特別展・郷土の画人『伊豆原麻谷 名品展』（三好町立歴史民俗博物館 1993）63頁・註10参照。
2. ↑  『頼山陽全書』全伝の「師友及關涉諸家生歿」にその名がみえる。笑社については『笑社論集』（文人画研究会 2021年）所収「笑社記」の解説を参照。
3. ↑  『森銑三著作集』第四巻所収「麻谷に与えた竹洞の書簡」中央公論社、1989年
4. ↑  田部井竹香『古今中京画談』168頁。
5. 1 2  田部井竹香『古今中京画談』169頁
6. ↑  田部井竹香『古今中京画談』169頁に説くように、たしかに麻谷が号を「松谷」と改めることで、松谷・竹洞・梅逸の三人で「歳寒三友」を象徴する「松竹梅」とはなるが、これまで「松谷」と題した画幅は見つかっていない。
7. 1 2  田部井竹香『古今中京画談』170頁
8. ↑  倉野煌園輯録『鉄翁禅師画談』鴻盟社、1885年の緒言に「尾張ニハ麻谷・梅逸、美濃ニハ秋水・杏村・細香・訥斎」と述べている。
9. ↑  伊豆原麻谷筆「通天橋図」の自画賛による。
10. ↑  文人画研究会編『読画塾』第3号（14頁）にみえる共箱の解読箇所を参照。
11. ↑  文人画情報誌『読画塾』第4号（文人画研究会 2013年）31～33頁に画幅掲載、画讃についての解説がある。
12. ↑  文人画情報誌『読画塾』第3号（文人画研究会 2013年）12頁に画幅掲載、14～20頁に画讃などについての詳細な報告がある。
13. ↑  みよし市立歴史民俗資料館編『南画家 伊豆原麻谷とその時代』（みよし市立歴史民俗資料館　2015年）15頁に画幅掲載。また42頁に「この時期の麻谷作品には明末の画家の影響があると思われる。嘉永5年（1852）に描かれた「酔翁亭図」には、麻谷自身の箱書が付随し、そこに「因明人之図製」とあることが、それを裏付ける」とある。